# NGC 2085
NGC 2085 ist die Bezeichnung eines Emissionsnebels im Sternbild Dorado.
Das Objekt wurde am 23. Dezember 1834 von dem Astronomen John Herschel entdeckt.